# Mesochorus bocainensis
Mesochorus bocainensis là một loài tò vò trong họ Ichneumonidae.